# HD 63352
HD 63352，又名BD+13 1772，SAO 97273、HR 3030，是一颗恒星，视星等为6.04，位于銀經207.14，銀緯18.71，其B1900.0坐标为赤經7h 43m 25.5s，赤緯+13° 18.71′ 15″。